# 東名 (企業)
株式会社東名（とうめい、英: TOUMEI CO., LTD.）は三重県四日市市に本社をおく、光コラボレーション事業者である。オフィス光119の提供販売をはじめ、通信インフラのコンサルティング・ブロードバンド通信サービスの加入取次ぎなどを行う会社。

## 沿革
- 1995年4月 - 国際電話加入取次などの業務を目的として三重県四日市市に東名通信を創業、東名誕生
- 2001年9月 - 商号を株式会社東名に改称
- 2002年4月 - 西日本電信電話株式会社と注文取次業務に関する契約締結
- 2004年4月 - 中小零細企業向けIT支援サービスのレンタルホームページ「レン太君」を開始[4]
- 2005年4月 - 株式会社岐阜レカムを子会社として営業を開始
- 2008年8月 - オフィスの困ったを解決するサービスとして「オフィス119番」を開始
- 2009年11月 - 株式会社コムズを子会社として営業を開始
- 2015年4月 - 光コラボ 「オフィス光119」をリリース[5]
- 2017年12月 - 会社設立20周年を迎える
- 2018年4月 - 名古屋支店が 名古屋プライムセントラルタワー 8,9階に移転
- 2019年4月 - 東京証券取引所マザーズ市場並びに名古屋証券取引所セントレックス市場へ上場。
- 2020年7月 - 東京証券取引所1部並びに名古屋証券取引所1部へ指定替え。
- 2021年9月 - 株式会社コムズを吸収合併。
- 2022年 - 東京証券取引所プライム市場、名古屋証券取引所プレミア市場へ移行
- 2023年10月 - 東京証券取引所における市場区分をスタンダード市場へ変更[6]

## 概要

### オフィス光119事業
光コラボレーション事業者として、「オフィス光119」を提供している。NTT東日本・NTT西日本の提供するフレッツ光の利用者が転用手続きを行うことで、「オフィス光119」の光回線サービスを利用できる。工事不要でフレッツ光の光回線の速度・品質・電話番号が変わらず使え、光回線、プロバイダ、セキュリティ、サポート窓口、請求を一本化できる点でメリットがある。フレッツ光の利用者でなくても、新規利用も可能である。インターネットが定額使い放題のベーシックプラン、他にアドバンスプラン、スマートプランがある。光回線、プロバイダをはじめオフィスに関するあらゆるサービスに対応可能。

#### 関連サービス
- パソコンあっとサポート　パソコン、インターネットのトラブルサポートサービス。電話サポート・リモートサポートのほか、出張サポートの利用もできる。
- 24時間出張修理オプション　回線の故障時に24時間・365日の保守体制で対応するオプションサービス。
- フリーWi-Fi　店舗やオフィスを、Wi-Fiスポットにすることができるサービス。
- オフィス光電話　「オフィス光119」と合わせて利用できる、固定ひかりでんわサービス。緊急通報などへの発信も可能。
- プロバイダ　東名のリリースする「オフィスBB119」と一緒に使用することもできる。とくに、オフィスBB119 for ビジネスのバックボーンがOCNのため、OCN for VPNと同等の品質となっている。
- タブリード　来店客に、タブレットで電子雑誌読み放題を提供する店舗向けサービス。
- クラウドカメラ Safie PRO　セーフィー株式会社の提供する、カメラとスマホだけで使用できるクラウド録画サービスを利用できる。

### オフィスソリューション事業
オフィスソリューションビジネスホン、セキュリティやオフィスサプライまで、ビジネスに必要な情報通信商品やサービスをトータルに提供している。
エコソリューション取り扱い商品はLED・空調設備・冷蔵庫など、幅広いラインナップで、電気の自由化を基軸に導入プランを提案している。
ウェブソリューションWEBサイトの制作や運用を扱っている。

### ファイナンシャル・プランニング事業
複数の保険会社の商品を取り扱う来店型保険ショップ「みつばちほけん」を、愛知県を中心に展開中。

## 加盟団体
- 一般社団法人テレコムサービス協会